# Gajnik
Gajnik (niem. Hain) – wieś w Polsce położona w województwie dolnośląskim, w powiecie kłodzkim, w gminie Międzylesie, w Rowie Górnej Nysy.

## Położenie
Gajnik to mała wieś leżąca na granicy Obniżenia Bystrzycy Kłodzkiej i Wysoczyzny Międzylesia, we wschodniej części Rowu Górnej Nysy, na wysokości około 440–475 m n.p.m.

## Podział administracyjny
W latach 1975–1998 miejscowość administracyjnie należała do województwa wałbrzyskiego.

## Historia
Gajnik został założony na początku XIII wieku, należał wtedy do dóbr międzyleskich. W 1416 roku istniało tu wolne sędziostwo. W XVIII i XIX wieku wieś była dużym ośrodek tkactwa. W 1840 roku w miejscowości były tu 43 domy, w tym: młyn wodny, gorzelnia i 29 warsztatów tkackich.

Po 1945 roku miejscowość częściowo wyludniła się, w 1988 roku było tu 21 gospodarstw rolnych